# Juan David Morgan
Juan David Morgan es un abogado, empresario, escritor y filántropo panameño, fundador y presidente de compañías de capital privado como la firma legal Morgan & Morgan, la entidad bancaria MMG Bank y la empresa fiduciaria MMG Trust. Ha escrito más de una docena de obras literarias traducidas al inglés y japonés en los géneros novela histórica, novela negra, cuento, teatro y ensayo por las cuales ha recibido distinciones nacionales e internacionales. Ha sido directivo de alto cargo en organizaciones no gubernamentales de alcance local y mundial como el Patronato del Museo del Canal Interoceánico de Panamá y la Fundación Ciudad del Saber. Morgan y Morgan es una firma dedicada a la creación de sociedades de negocios internacionales siendo esta, una de las más reconocidas firmas, en lo a cuál compete, el manejo del Derecho Mercantil en Panamá

## Biografía
Nació el 6 de abril de 1942 en la ciudad de David, Provincia de Chiriquí, República de Panamá, el menor de los seis hijos de Eduardo Morgan Álvarez y Benigna González de Morgan.  En esta provincia, con la que sigue manteniendo estrechos vínculos afectivos y profesionales, transcurrieron los primeros años de su niñez. En la Ciudad de Panamá concluyó sus estudios escolares en el Colegio Javier, de los padres jesuitas, donde se graduó con el primer puesto de honor.  Desde joven, animado por el ambiente familiar, se aficionó a la literatura, a la música y al canto.  Siguió después los pasos de su padre, quien había iniciado su práctica como jurista en 1923.
Obtuvo la licenciatura en Derecho y Ciencias Políticas (summa cum laude, 1964) en la Universidad de Panamá con el primer puesto de honor. En la Universidad de Yale, en 1965, recibió una maestría en Derecho Internacional.
En 1963 desposa a Gretel Vallarino, de cuyo hogar nacieron cuatro hijos: Juan David Jr., Jorge Enrique, Gretel Marie y Carlos Eduardo.  Su esposa fallece en 2001 y en el 2005, contrae matrimonio con Ana Elena Ungo, hija de Guillermo Manuel Ungo, prominente líder político salvadoreño.

### Empresario
Al culminar sus estudios en Estados Unidos, en 1965 regresa a Panamá para fundar con su padre y su hermano mayor, Eduardo Morgan Jr., la firma de abogados Morgan & Morgan, en la cual ejerce el Derecho Mercantil y Corporativo. Actualmente es socio principal y director ejecutivo de la Junta Directiva de la firma.

### Vida pública
Ejerció como profesor universitario de la cátedra de Derecho Internacional Privado en la Universidad de Panamá en los años 1966-1967.
Durante el mandato del Presidente Marco Aurelio Robles Méndez, de 1967 a 1968, fue Viceministro y Ministro Ad interim de Relaciones Exteriores.

### Actividades profesionales y cívicas
Fue Miembro de la Junta de Síndicos de la Universidad de Panamá de 1995 a 1998. 
Preside el Patronato del Museo del Canal Interoceánico de Panamá desde 1996 y la Junta Directiva y la Junta de Síndicos de la Fundación Ciudad del Saber desde 1998. 
Fue Director y Vicepresidente para Centroamérica y el Caribe de TerraLex, Asociación Mundial de Firmas de Abogados Independientes; miembro del Comité Consultivo del Centenario de la República en el 2003 y del Consejo Nacional de Relaciones Exteriores del Ministerio de Relaciones Exteriores en los períodos 1996-1998 y 2005-2009.  Fue miembro del Consejo Editorial y columnista del semanario El Heraldo (1995-2000) y columnista del diario La Prensa (2000-2004), de cuyo Consejo Editorial formó parte en los años 2003 y 2004. En el año 2011 ingresó a la Academia Panameña de la Lengua como Académico de Número.  Pertenece a la Cámara Panameña del Libro y actualmente es miembro del Consejo Consultivo de la Revista Estrategia & Negocios.  También es miembro, desde 2015, del Círculo de Amigos del Programa Américas del Centro Carter (The Carter Center), organización fundada por el expresidente Jimmy Carter que reúne líderes del sector privado que valoran la promoción de la paz y la democracia.
Ha participado en múltiples foros educativos, históricos, literarios y jurídicos, entre ellos el Festival de Cartagena de Indias (Colombia, enero de 2014); La Semana Negra de Gijón (España, julio de 2014), y el conversatorio “Voces Excepcionales de Panamá” (Banco de Desarrollo Interamericano, abril de 2016).

## Obras
Algunas de sus obras son recomendadas como lectura por el Ministerio de Educación de Panamá.  También escribe poesía y aunque nunca ha reunido en una obra sus poemas, algunos de estos han sido publicados en periódicos y revistas literarias de Panamá y el resto de América.  Algunos de sus cuentos han sido incluidos en antologías y compilaciones de cuentistas panameños.

### Novelas
- “Fugitivos del paisaje”, (1992)
- “Cicatrices inútiles”, (1994)
- “Entre el cielo y la tierra”, Monseñor Jované y su siglo; (1996).
- “Con ardientes fulgores de gloria”, (1999).
- “¡Arde Panamá!”, (2003).
- “El caballo de oro”, (2005).[2]
- “El silencio de Gaudí”, (2007).[3]
- “El Ocaso de los Inocentes”, (2011).
- “Entre el Honor y la Espada. La inédita historia del legendario Henry Morgan”, (2013).

```
*“La rebelión de los Poetas 
Henry Morgan
”, (2018).
```

### Cuentos
En el 2001 publica el libro de cuentos “La rebelión de los poetas” (Universal Books, Panamá, 2001.  Reimpresiones: 2001).  Colección de cuentos, salpicados por un fino sentido del humor, en los que el narrador ha sabido integrarse con los problemas que agobian y desafían la capacidad del ser humano para adaptarse a un mundo cambiante y a la vez sobrevivir sin perder la esperanza.

### Teatro
El 2003 publica “El veredicto”, obra de teatro escrita en conjunto con Ernesto Endara (Universal Books, Panamá, 2001).  Llevada a escena en el Teatro en Círculo en noviembre del 2003, año del Centenario de la República de Panamá, y en agosto de 2014, año del centenario del inicio de operaciones del Canal de Panamá.  La obra pretende terminar un debate –que ya dura un siglo– sobre el francés Philippe Bunau-Varilla, el primer embajador panameño ante los Estados Unidos, negociador y signatario del tratado del canal.

### Ensayos
- “El Pensamiento social de Bolívar”, (1968).
- “Panamá, sus cuentos y su historia”, (2004).
- “La novela histórica: ¿autenticidad o verosimilitud”, (2014).

## Reconocimientos
En 1964 recibió la Medalla Ricardo J. Alfaro otorgada por la Facultad de Derecho y Ciencias Políticas de la Universidad de Panamá al alumno con el mayor índice académico; en 1996 recibió la Orden de Mayo al Mérito otorgada por la República de Argentina; en 1999 recibió el Premio “Autor del Año”, otorgado por la Cámara Panameña del Libro; en el año 2000 el Municipio de David, en la Provincia de Chiriquí, lo declaró “Hijo Meritorio” en reconocimiento a su valiosa obra literaria, y en julio del 2004 se le confirió en Buenos Aires el título de Amigo de la Sociedad Argentina de Escritores. En el 2014 le fue otorgada la “Medalla René De Lima” otorgada por el Consejo del Sector Privado para la Asistencia Educacional por su incondicional aporte a la educación y en abril de 2016 le fue conferido el galardón al Liderazgo Educativo “Maestro Ramón Guerra” por la Alcaldía de David, Culturama y Unidos por la Educación de la ciudad de David.